# Analyse algébrique
L'analyse algébrique est un domaine des mathématiques qui traite des systèmes d'équations aux dérivées partielles linéaires en utilisant la théorie des préfaisceaux et l'analyse complexe pour étudier les propriétés et les généralisations de fonctions telles que les hyperfonctions et les microfonctions.
Cette branche des mathématiques est fondée sur les idées d'Alexandre Grothendieck, puis développée par Mikio Satō, Masaki Kashiwara et, pour ce qui concerne les systèmes d'équations différentielles, Bernard Malgrange. Zoghman Mebkhout, André Martineau et Pierre Schapira ont également poursuivi les recherches dans ce domaine.